# 狗的被毛

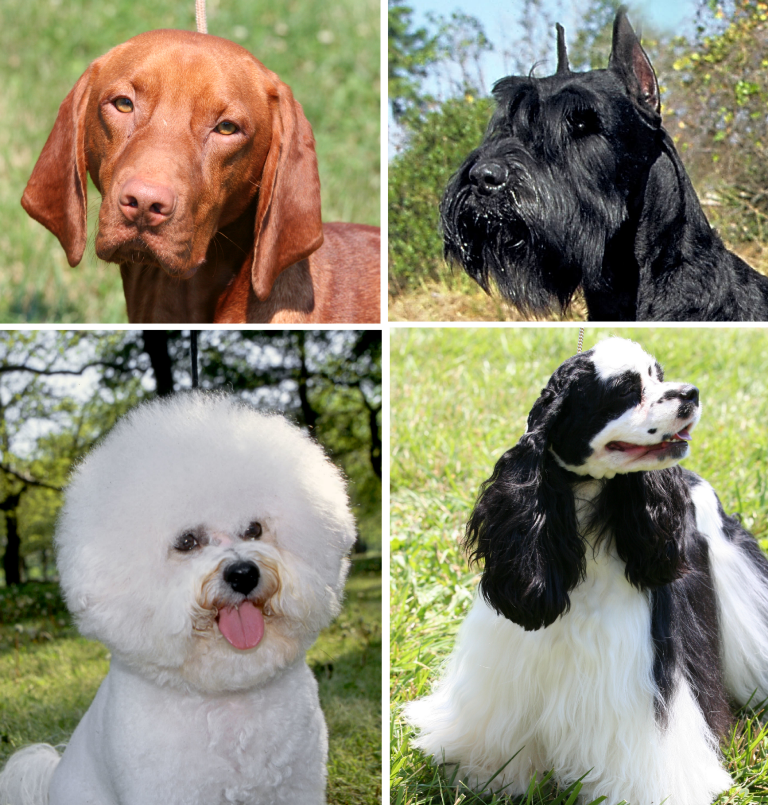
狗的毛色變化

狗的被毛是指覆蓋其身體的毛髮。不同品種的狗展示了各種各樣的毛色、花紋、質地和長度。
與其他哺乳動物一樣，狗的毛皮有許多用途，包括體溫調節和防止割傷或擦傷；此外，狗的毛皮在狗展中扮演著重要角色。品種標準通常包括對該品種理想被毛的性質和特徵的詳細描述。
狗的毛皮由兩層組成：一層剛硬的護毛，有助於防水和防污，另一層是柔軟的絨毛，用來保溫。 具有護毛和絨毛的狗被稱為「雙層被毛」。具有「單層被毛」的狗則只有護毛，幾乎沒有或完全沒有絨毛。
在描述狗的被毛時，毛皮和毛髮這兩個術語經常互換使用。然而，一般來說，像紐芬蘭犬和大多數畜牧護衛犬這樣的雙層毛皮被稱為「毛皮被毛」，而像貴賓犬這樣的單層毛皮則被稱為「毛髮被毛」。

## 脫毛

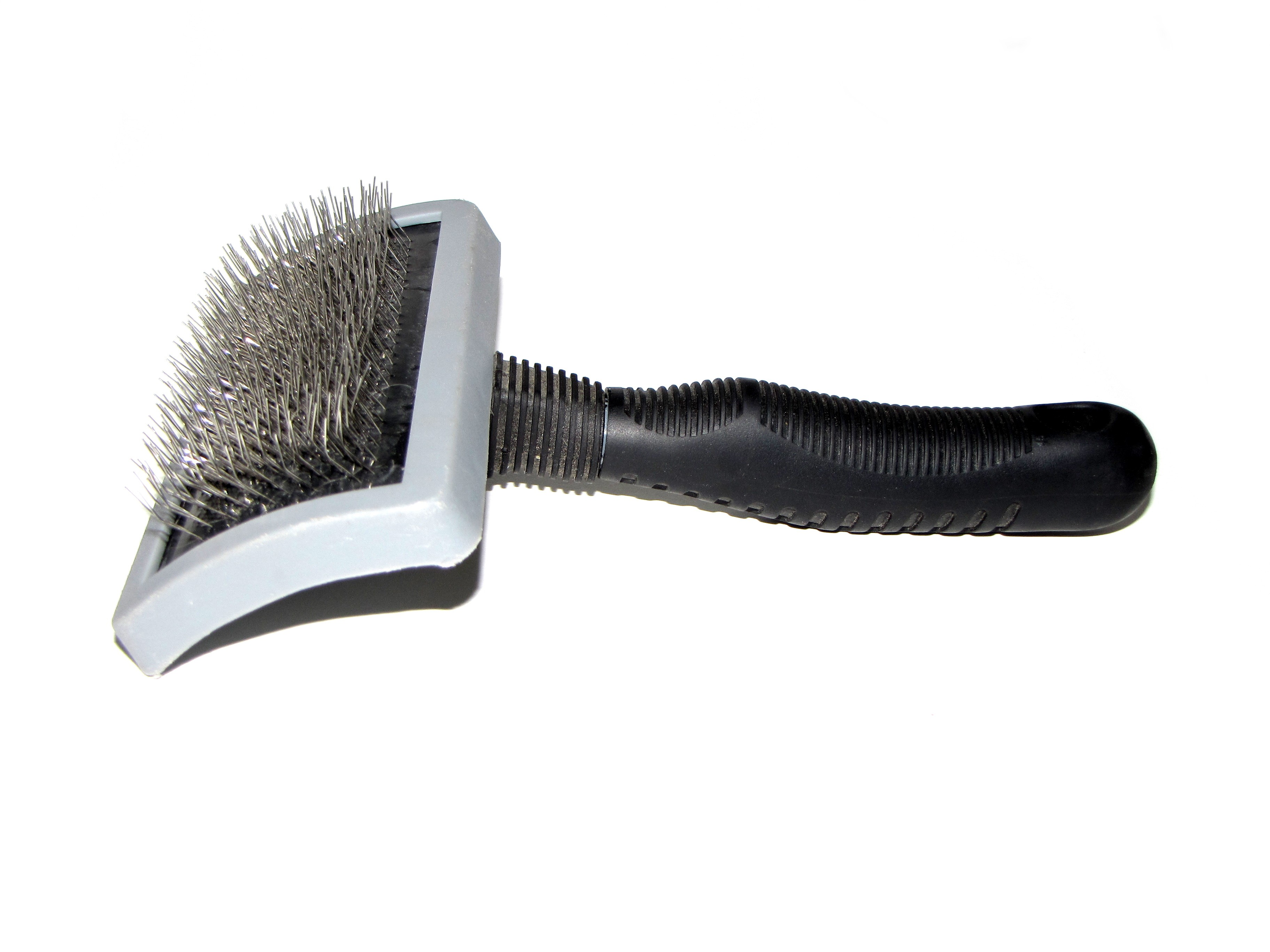
一把帶有金屬毛刷的刷子，用於去除毛皮上的鬆散毛髮。

狗的脫毛可能持續發生，且常受荷爾蒙影響。季節性脫毛在春季和秋季最明顯，這與日照時間的增減有關；而在夏季和冬季脫毛較少，因為這時日照時間相對固定。寒冷氣候會刺激毛髮生長，使得在寒冷地區的狗在春季脫毛尤為明顯。此外，人工照明亦可影響室內狗的季節性脫毛模式。其他影響脫毛的因素包括飲食、未絕育狗的生殖激素，以及各種醫學狀況和疾病。短時間內大量脫毛的現象稱為「吹毛」。 不同毛皮類型的狗脫毛程度也不同，細膩絲滑毛皮的狗（如獚犬）通常脫毛程度中等，中等毛皮質地的狗（如山地犬）脫毛較重，而厚重外立毛皮的狗（如尖嘴犬）則是脫毛最嚴重者。

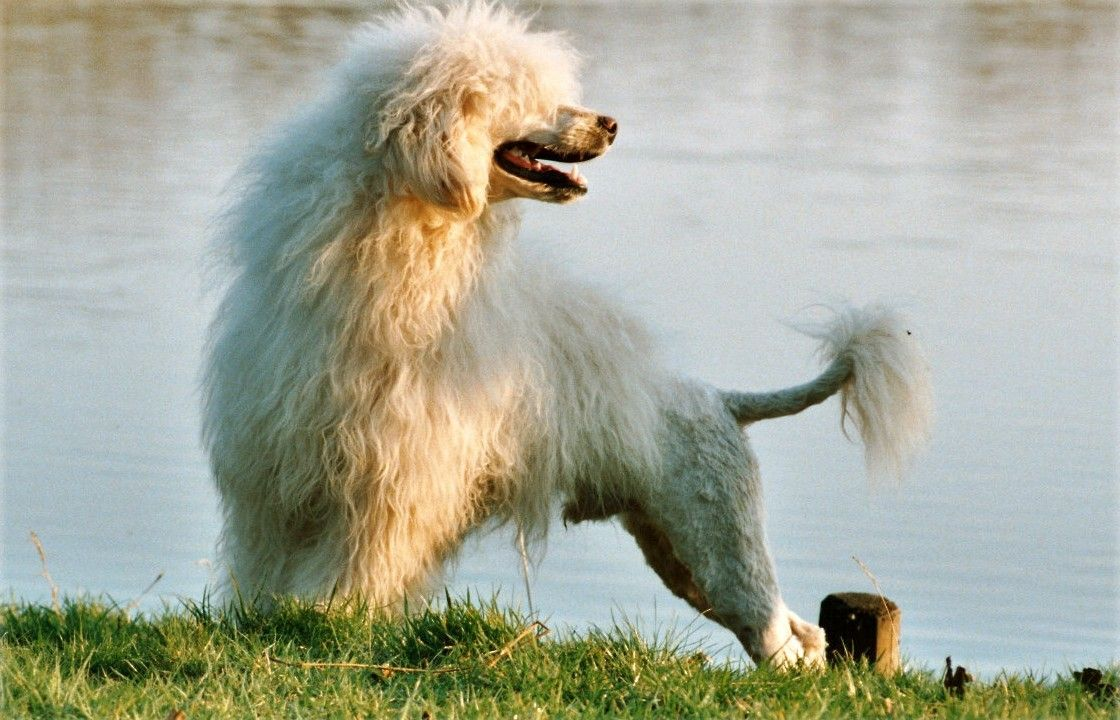
葡萄牙水犬是單層低脫毛毛皮品種的例子。

「不脫毛」的狗是由於毛囊生長週期的改變而大大減少脫毛：
- 同型合子飾毛（線毛）等位基因：大多數有面部飾毛的品種（包括那些通常剃掉飾毛的品種）都是低脫毛的，但它們必須是同型合子，因此混有線毛/非線毛親本的狗（例如獵犬混種或有線毛和非線毛品種的狗）可能是重度脫毛者。有一些有飾毛的品種脫毛更多（例如老英國牧羊犬、比爾德牧羊犬、布里亞犬、水獺獵犬）；
- 至少有一個單層毛皮（不脫毛）等位基因：大多數有光滑毛皮的狗都是低脫毛的，以及有流蘇或平坦毛皮的狗。有些毛皮非常短的品種脫毛更多（例如巴塞特獵犬、英國鬥牛犬、巴哥犬、玩具狐狸梗、達爾馬提亞犬、維茲拉犬、德國短毛指示犬）；
- 單層毛皮（無絨毛）加飾毛（同型合子）：這些品種的脫毛最少（例如貴賓犬、軟毛麥色梗）。

## 另見
- 狗美容
- 狗皮膚疾病
- 低過敏原
- 狗品種列表
- 花斑 (狗的毛色)

## 延伸閱讀
- Fogle, Bruce. . . Dorling Kindersley. 2000: 83 and various. ISBN 978-0-7513-0471-8.

## 外部連結
- Schmutz, Sheila M. . University of Saskatchewan. March 4, 2010  [September 12, 2010]. （原始内容存档于2020-02-14）.